# UCI Africa Tour 2005-2006
El UCI Africa Tour 2005-2006 fue la segunda edición del calendario ciclístico internacional africano. Contó con 7 carreras todas de categoría .2 (última del profesionalismo), más las carreras en ruta y contrarreloj del Campeonato Africano de Ciclismo. Se inició el 26 de octubre de 2005 en Burkina Faso, con el Tour de Faso y finalizó el 17 de septiembre de 2006 en Senegal con el Tour de Senegal.
El ganador a nivel individual fue el burkinés Rabaki Jeremie Ouedraogo, por equipos triunfó el kazajo Capec, mientras que por países, Sudáfrica logró por segundo año consecutivo el triunfo.

## Calendario
Contó con las siguientes pruebas, tanto por etapas como de un día.

### Octubre 2005
| Fecha   | Carrera      | Cat. | Ganador                  | Equipo del ganador |
| ------- | ------------ | ---- | ------------------------ | ------------------ |
| 26 al 6 | Tour de Faso | 2.2  | Rabaki Jeremie Ouedraogo |                    |

### Diciembre 2005
| Fecha | Carrera                          | Cat. | Ganador        | Equipo del ganador     |
| ----- | -------------------------------- | ---- | -------------- | ---------------------- |
| 6     | Campeonato Africano Contrarreloj | CC   | Alex Pavlov    | Selección de Sudáfrica |
| 9     | Campeonato Africano en Ruta      | CC   | Rupert Rheeder | Selección de Sudáfrica |

### Enero 2006
| Fecha    | Carrera                | Cat. | Ganador         | Equipo del ganador |
| -------- | ---------------------- | ---- | --------------- | ------------------ |
| 12 al 15 | Tropicale Amissa Bongo | 2.2  | Jussi Veikkanen | FDJ                |

### Febrero 2006
| Fecha    | Carrera         | Cat. | Ganador          | Equipo del ganador |
| -------- | --------------- | ---- | ---------------- | ------------------ |
| 11 al 19 | Tour de Egipto  | 2.2  | Ilya Chernyshov  | Capec              |
| 25 al 11 | Tour de Camerún | 2.2  | Bakhtyar Mamyrov |                    |

### Marzo 2006
| Fecha   | Carrera       | Cat. | Ganador      | Equipo del ganador |
| ------- | ------------- | ---- | ------------ | ------------------ |
| 8 al 12 | Giro del Capo | 2.2  | Peter Velits | Konica Minolta     |

### Mayo 2006
| Fecha   | Carrera         | Cat. | Ganador                  | Equipo del ganador |
| ------- | --------------- | ---- | ------------------------ | ------------------ |
| 8 al 12 | Vuelta de Coton | 2.2  | Rabaki Jeremie Ouedraogo |                    |

### Septiembre 2006
| Fecha   | Carrera         | Cat. | Ganador         | Equipo del ganador |
| ------- | --------------- | ---- | --------------- | ------------------ |
| 7 al 17 | Tour de Senegal | 2.2  | Lukasz Podolski |                    |

## Clasificaciones

### Individual
| Posición | Ciclista                 | Puntos |
| -------- | ------------------------ | ------ |
| 1        | Rabaki Jeremie Ouedraogo | 216    |
| 2        | Rupert Rheeder           | 209    |
| 3        | Abdul Sawadogo           | 121    |
| 4        | Bakhtiyar Mamyrov        | 101    |
| 5        | Pavel Nevdakh            | 96     |
| 6        | Lukasz Podolski          | 88     |
| 7        | David George             | 86     |
| 8        | Sïdou Rouamba            | 83     |
| 9        | Jacques Fullard          | 80     |
| 10       | Darren Lill              | 77     |

### Equipos
| Posición | Equipo            | Puntos |
| -------- | ----------------- | ------ |
| 1        | Capec             | 130    |
| 2        | Konica Minolta    | 114    |
| 3        | Relax-GAM         | 86     |
| 4        | Barloworld-Valsir | 38     |
| 5        | Jartazi-7Mobile   | 24     |

### Países
| Posición | País            | Puntos |
| -------- | --------------- | ------ |
| 1        | Sudáfrica       | 985    |
| 2        | Burkina Faso    | 536    |
| 3        | Egipto          | 172    |
| 4        | Zimbabue        | 160    |
| 5        | Costa de Marfil | 140    |